# 基里利夫卡 (科留科夫卡區)
51°42′12″N 32°6′4″E / 51.70333°N 32.10111°E
基里利夫卡（烏克蘭語：Кирилівка），是烏克蘭北部的村莊，隸屬切爾尼希夫州的科留基夫卡區。該村面積0.55平方公里，海拔高度133米，2001年人口56，人口密度每平方公里102.75人。